# Eticone
Eticone-Adalrico d'Alsazia, detto anche Eticho o Attich (630 o 635 circa – 20 febbraio 690), è stato duca della contea d'Alsazia.
Nacque verso il 630 o 635 in un villaggio chiamato pagus Attoariensis, nella piana di Langres vicino all'attuale Digione, e morì il 20 febbraio 690 nel castello di Hohenbourg.
Di origini nobili e patrizie, Eticone-Adalrico d'Alsazia fu nominato duca della contea d'Alsazia nel 662. Fu probabilmente il fondatore della dinastia degli Eticonidi, di cui è il più famoso rappresentante. Padre di Santa Ottilia, santa patrona dell'Alsazia, è molto probabilmente anche l'antenato più antico dell'illustre famiglia degli Asburgo. I beni degli Eticonidi, signori assoluti dell'Alsazia nell'alto Medioevo, si ritroveranno difatti nelle mani degli Asburgo alcuni secoli più tardi. Adalrico è certamente anche l'antenato degli Eguisheim-Dabo, della Casa di Bade, della Casa di Lorena così come dei conti delle Fiandre.

## La sua famiglia
Eticone-Adalrico d'Alsazia era probabilmente figlio di Adalrico, duca del pagus Attoariensis e discendente di Wandelino e di Aelia Flavia. Sua madre era forse Hultrude di Burgundia, la figlia di Guillebaud, patrizio, discendente da parecchi re burgundi e dai Ferreoli. Si ritrovano anche degli antenati tra gli Alamanni, i Romani, i Franchi, i Galli e i Burgundi, talvolta illustri. Suo nonno, il dux Amalgarde di Digione, e sua moglie, Aquilina del Giura, furono fondatori di parecchi monasteri ed abbazie. I suoi genitori erano buoni vicini degli altri principi, fedeli alleati dei diversi regni. Jean di Turckheim, nelle sue Tablettes Généalogiques des illustres Maisons des Ducs de Zaeringen, mostra tuttavia che le ipotesi sulle sue origini sono molteplici e che la discendenza dei suoi figli, eccetto Adalberto ed Eticone II, è un mistero.

## Biografia

### La sua gioventù
A metà del VII secolo viveva, in Alsazia, un signore potente chiamato Adalrico, ricco proprietario, originario del pagus Attoariensis, la regione intorno a Digione. S'installò ad Oberehnheim, in una villa reale e la futura città si sviluppò a partire da questa dimora. È là che amministrava la giustizia ai suoi vassalli. Era già un personaggio influente a livello politico e militare in Austrasia.
Il territorio che ereditò Eticone-Adalrico d'Alsazia era più ridotto di quello del dux Bonifacio, il suo predecessore. Era limitato ad est dalle creste dei Vosgi, dall'abbazia di Surbourg, a sud dal Sauer, fino al sud dell'abbazia di Moutier-Grandval, situata nel nord del Giura. Includeva dall'altro lato la Brisgovia e una parte della pianura del Reno.
Gli storici del tempo ce lo rappresentano come un uomo diritto, sincero, liberale, deciso nelle sue risoluzioni e veramente cristiano, anche se talvolta assumeva atteggiamenti duri e crudeli.

### Un matrimonio principesco
Verso il 655 Eticone-Adalrico d'Alsazia si sposò con Bérhésinde o Berswinde. I genitori di Berswinde non sono conosciuti, ma il Chronicon Ebersheimense precisa che era figlia di una sorella di San Leodegario, vescovo di Autun, e che una delle sue sorelle fu regina dei Franchi. La sola regina che può corrispondere è Chimnéchilde, moglie di Sigeberto III, re di Austrasia.
Questa alleanza aumentò ancora il credito di Adalrico, affermando il suo potere locale al punto da essere nominato nel 622 duca della contea d'Alsazia da re Childerico II, succedendo al dux Bonifacio.
Il re gli inviò nel 663 un secondo diploma di donazione per l'abbazia di Munster.
La moglie fu ammirata per la sincera pietà che non si smentirà mai. La moglie di Adalrico, Berswinde, era molto religiosa e non approfittava delle sue ricchezze, distribuendole ai poveri. Ogni giorno si ritirava nella parte più isolata del suo palazzo, per dedicare il suo tempo libero alla lettura di libri santi ed a "esercizi di pietà". Pregò anche per avere un bambino, ma fu solamente dopo parecchi anni che nacque la loro prima figlia, cieca.

### Le guerre di Eticone-Adalrico
Eticone-Adalrico d'Alsazia approfittò dei disordini del regno e delle rivalità interne fra l'aristocrazia per affermare il suo potere. Sostenne prima Dagoberto II, poi Ebroino, il maestro di palazzo di Neustria. Ma quest'ultimo aveva come nemico il vescovo di Autun, San Leodegario, lo zio della moglie di Adalrico. Eticone d'Alsazia si avvicinò allora a Pipino di Herstal, il potente maestro di palazzo di Austrasia. Questa alleanza gli permise di fare fronte alle minacce di Ebroino e allo stesso tempo di ingrandire considerevolmente verso sud la sua influenza, verso il Giura, partecipò anche alle lotte in Borgogna e fu uno degli attori principali della guerra civile che seguì l'assassinio di re Childerico II, nel 675, mentre la moglie era incinta, sua sorella, la regina Bilichilde, sposò Childerico II e fu assassinata nella foresta di Livry insieme a suo marito.
Approfittando dell'assassinio di Hector, principe della Provenza, nel 679, Eticone d'Alsazia invase la Provenza. Provò a prendere Lione, ma invano. Ritornando in Alsazia, constatò che il re di Neustria, Teodorico III, aveva affidato le sue terre ad un signore borgognone che gli aveva giurato totale fedeltà.
Con Ébroïn morto nel 681, Eticone partecipò alla lotta tra Neustria ed Austrasia e si schierò al fianco di Pipino di Herstal, all'epoca della battaglia di Tertry, nel giugno 687. Allora giunse al culmine del suo potere.

### Il castello e l'abbazia di Hohenbourg
Eticone fece costruire subito un palazzo, dove risiedere con Berswinde durante la stagione estiva. Dopo la nascita di sua figlia Ottilia e dei suoi cinque altri figli, la corte s'installò sulla montagna, dove Eticone viveva più frequentemente.
Ottilia, ritornando al castello costruito dal padre, diede cibo ai malati e s'impegnò ad alleviare le sofferenze dei poveri. La fama delle sue grandi qualità cominciò ad attirare anche le persone più distinte.
Eticone cedette ad Ottilia il castello stesso con tutte le sue dipendenze, e questa antica fortezza che in precedenza accoglieva una corte, diventò tra le mani della futura santa, un asilo aperto a quelli che volevano fuggire il contatto col mondo. Tra gli anni 680 e 690 si fecero i lavori necessari per adeguare la casa di Hohenbourg alla sua nuova destinazione. Eticone approvò tutte le spese e presiedeva spesso lui stesso al lavoro. Quando gli edifici furono finiti, Ottilia ne prese possesso, alla testa di una comunità di centotrenta religiose appartenenti alla nobiltà renana.

### Etichon-Adalric di Alsazia e le fondazioni monastiche
Per rafforzare il potere del convento di Mont Sainte-Odile, Etichon-Adalric d'Alsazia fece assassinare Germanico, l'abate dell'abbazia di Moutier-Grandval, che discendeva da una famiglia senatoriale gallo-romana.
Il monaco gli rimproverava di opprimere le popolazioni e di offendere ii tutti i modi i monaci di Moutier-Grandval trattandoli da ribelli e banditi. Alla testa di una banda di Alamanni, avidi di bottino e bellicosi, marciò sul monastero. Germanico, insieme al bibliotecario del monastero, venne incontro al nemico. Alla vista delle case incendiate e dei suoi poveri vicini inseguiti e sgozzati dai soldati, esplose in lacrime ed in rimproveri: «Nemico di Dio e della verità, è così che trattate un paese cristiano e che non temete di rovinare questo monastero che ho anche costruito.»
Eticone, dopo averlo ascoltato senza irritarsi, gli promise la pace. Ma, ritornando a Moutier-Grandval, Germanico incontrò sulla sua strada dei soldati, che cominciò ad arringare: «Cari figlioli non commettete tanti e tali crimini contro il popolo di Dio!» Invece di piegarli, le sue parole li esasperarono, lo spogliarono dei suoi vestiti e lo sgozzarono, così come il suo compagno.
A partire da questo crimine, Eticone cambiò atteggiamento verso i monaci che provavano a cristianizzare, dissodare e popolare le impenetrabili foreste della sua contea, piene di briganti e di bestie feroci. Chiamò i benedettini e fondò in Alsazia parecchi monasteri e abbazie, garanti del suo potere, tra cui Ebersheim e Gregoriental. Eticone d'Alsazia creò in particolare l'abbazia di Hohenbourg, che donò a sua figlia Ottilia, e quella di Ebersmunster, dove, verso il 675, l'abate irlandese Deodato, il futuro san Deodato, fondò una comunità di monaci sul campo donato da Eticone. La marca di Soultz fu donata nel 667 all'abbazia di Ebersmunster tramite questo conte d'Alsazia. Eticone d'Alsazia diede all'abbazia di Hohenbourg parecchi dei suoi territori situati nell'Alta Alsazia e così come le decime di un gran numero di villaggi della Bassa Alsazia e della Brisgovia.
Eticone diede anche al suo monastero di Moutier-Grandval, la terra di Feldkirch. Uno dei monasteri più avvantaggiati fu quello di Moyenmoutier, cui il fondatore Sant'Idulfo aveva miracolato Santa Ottilia. In riconoscenza di questo prodigio, Eticone diede a Moyenmoutier dei grande beni in Alsazia e nelle terre intorno a Thanvillé. Nel 667 altri beni situati vicino a Thanvillé furono dati all'abbazia di Ebersmunster. Questi beni comprendevano dei prati, campi e boschi.

### Etichon-Adalric rende l'Alsazia ereditaria
La guerra civile ebbe come conseguenza una contea in Alsazia. Ma la funzione di duca divenne sempre più forte e l'Alsazia dipese meno dai maestri di palazzo rispetto alle altre regioni del regno. Il palazzo merovingio a Marlenheim, in Alsazia, non vide più il soggiorno di un nuovo re a partire dalla morte di Eticone d'Alsazia. I suoi discendenti non ebbero rivali durante cinquant'anni, e ciò permise loro di conservare il potere.
All'inizio del suo regno, Eticone dell'Alsazia aveva bisogno di alleati e dunque dei conti, ma nel 683 in un'assemblea regionale, designò come suo successore, il figlio Adalberto. Controllando i monasteri ed i conti, diventati dei "genitori", Eticone creò una potente contea che cominciò a prendere il nome dell'Alsazia e lo trasmette ai suoi eredi Eticonidi. Ruppe anche la tradizionale condivisione dei poteri tra la Chiesa ed i signori locali, a profitto di un solo signore, il duca.

### La fine della sua vita
Eticone dell'Alsazia morì il 20 febbraio 689 nel suo castello del Monte Santa-Odile, dove fu inumato.
L'Alsazia era in pace. Monaci, e i loro servi della gleba, dissodavano le foreste. Un potere forte succedette ad una certa instabilità. Il vecchio duca dovette lottare per prendere il potere e trasmetterlo. Certi dicono che ha cambiato al livello carattere, a causa della sua fede cristiana. Ma non è questo che cambiò la nobiltà renana e la Chiesa locale. I conti ed i dignitari erano, a causa del gioco delle alleanze, suoi vicini. Ottilia, diventata santa pure conservando il suo statuto di grande Signora e il suo rango, divenne un modello per la nobiltà renana e tutta quella occidentale del Medioevo.
Nel 1785, in una delle cappelle della chiesa di Hohenbourg, il sepolcro di questo famoso duca dell'Alsazia era ancora visibile. È un monumento rispettabile poiché rinchiude il corpo di quello che ha dato, tramite la sua discendenza tanti imperatori alla Germania tanta sovrana all'Austria ed alla Lorena e tanti valorosi all'Europa.

## Discendenza
- Santa Ottilia nacque verso il 662 ad Obernai e deceduta verso 720 al castello di Hohenbourg. Eticone pensò invano di sposarla a qualche potente signore tra suoi amici. Sarà canonizzata nell'XI secolo da papa Leone IX, appartenente anch'egli agli Eticonidi, e proclamata patrona dell'Alsazia da papa Pio XII nel 1946.
- Dopo la morte di Eticone, suo figlio il duca Adalberto di Alsazia, gli succede verso il 655. Fu anche conte di Sundgau. Adalberto costruì la residenza reale di Koenigshoffen e le abbazie di Honau e di Saint-Étienne di Strasburgo. L'Alsazia era allora una contea molto potente in seno all'Austrasia. Sposò Gerlinde, figlia di Odon.
- Hugo d'Alsazia fu conte. Sposò Hermentrude e lasciò tre figli in tenera età, perché fu ucciso, forse da suo padre. Fu fondatore del monastero di Honau[8].
- Eticone II di Nordgau, verso il 670-723, conte di Nordgau, possibile antenato delle case di Lorena e di Eguisheim, così come del papa Leone IX, ma senza che ciò sia una certezza. È all'origine del monastero di Honau[8].
- Bathicon o Baducon dell'Alsazia, conte dell'Alsazia, morto nel 725. È all'origine del monastero di Honau e di quello di Wissembourg[8]. L'abbazia dei Santi Pietro e Paolo fu fondata sul sito nel VII secolo da San Pirmin, su un'isola del fiume Lauter.
- Roswinde, futura santa, fu l'ultima delle figlie del duca Eticone. Imitò la sua devota sorella dedicandosi a Dio nello stesso monastero di Hohenbourg.